# 마전도서관
마전도서관은 인천광역시 서구에 있는 공립 도서관이다.

## 연혁
- 2019년 11월 21일 개관.